# Gnamptogenys coxalis
Gnamptogenys coxalis is een mierensoort uit de onderfamilie van de Ectatomminae. De wetenschappelijke naam van de soort is voor het eerst geldig gepubliceerd in 1860 door Roger.